# Gigantopithecus blacki
Gigantopithecus blacki es la única especie conocida de Gigantopithecus (del latín «gigantis», gigante, y del griego «πίθηκος» pithekos, mono; castellanizado, gigantopiteco), un género extinto de primates hominoideos que vivió en Asia suroriental. Los primeros restos de G. blacki, dos terceros molares, fueron identificados originalmente en una farmacia tradicional por el antropólogo Ralph von Koenigswald en 1935, quien posteriormente haría la descripción del primate. En 1956, se halló la primera mandíbula y cerca de 1000 dientes en Liucheng, y numerosos restos se han encontrado en al menos 16 yacimientos. Sin embargo, solo se han encontrado 4 mandíbulas y dientes, ya que parece que los otros elementos del esqueleto fueron probablemente consumidos por puercoespines antes de que pudieran fosilizarse. Alguna vez se creyó que Gigantopithecus era un hominino, un miembro del linaje humano, pero se lo considera ahora como un pariente cercano de los orangutanes, clasificado en la subfamilia Ponginae.
Gigantopithecus ha sido tradicionalmente clasificado como un simio enorme parecido a un gorila, pesando potencialmente 200–300 kg en vida, pero la escasez de restos hacen que las estimaciones de tamaño sean especulativas. Esta especie parece haber sido sexualmente dimórfica, siendo los machos mayores que las hembras. Los incisivos eran reducidos y los caninos parecen haber funcionado como premolares. Los premolares a su vez son de corona alta y el cuarto premolar se asemeja mucho a un molar. Los molares en sí son los mayores conocidos en cualquier primate, y tienen una superficie relativamente plana. Gigantopithecus tenía el esmalte dental más grueso de cualquier simio con más de 6 mm en algunas áreas, aunque la capa era moderada al tomar en cuenta el tamaño del diente.
Gigantopithecus parece haber sido un herbívoro generalista consumidor de plantas C3 de bosques, con mandíbulas adaptadas a moler y cortar plantas duras y fibrosas; el esmalte grueso ayudaba a resistir alimentos con partículas abrasivas como tallos, raíces y tubérculos; y los dientes tienen trazas de frutas de la familia de los higos. Vivía principalmente en bosques tropicales a subtropicales.

## Taxonomía

### Historia de la investigación

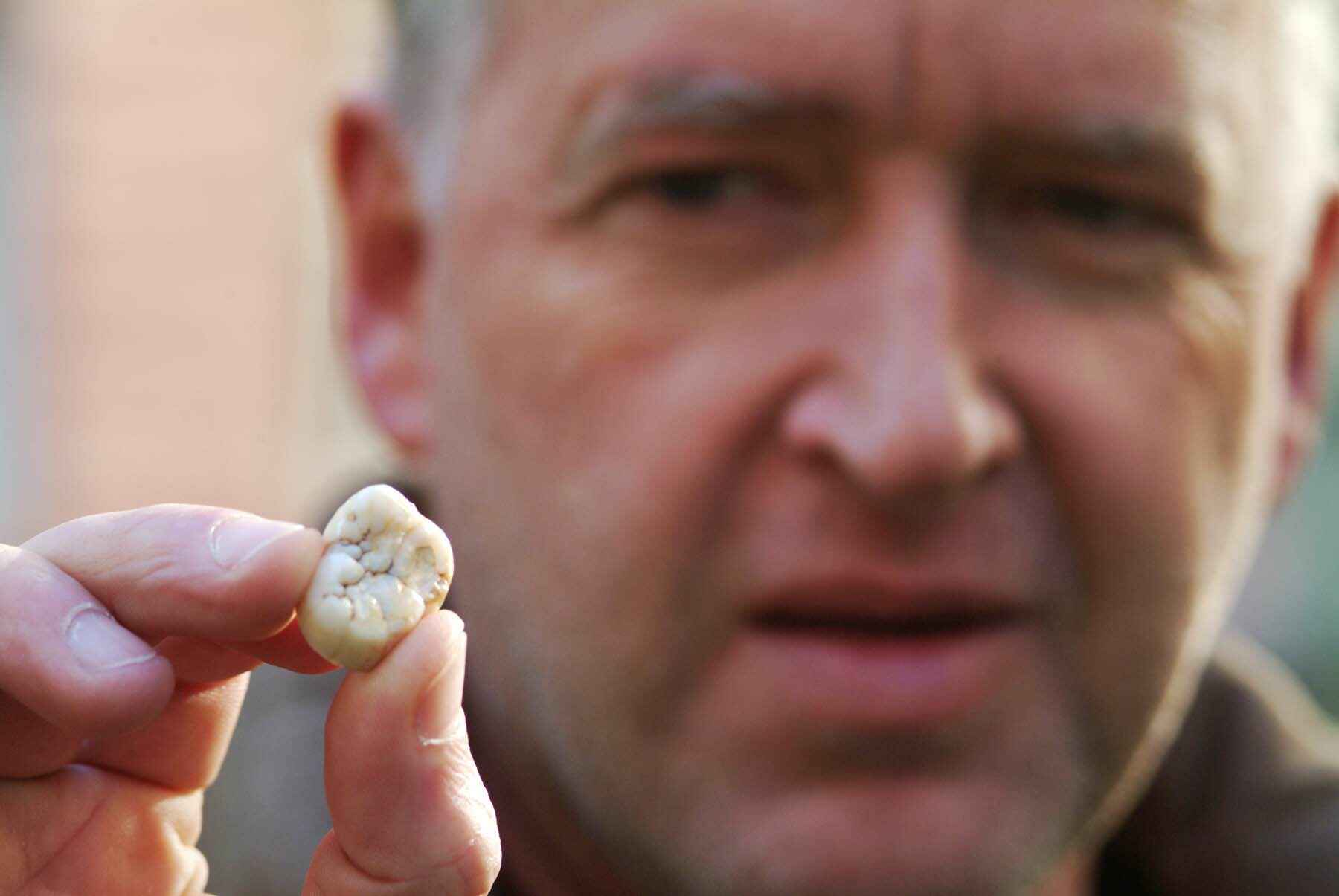
Friedemann Schrenk sosteniendo el molar holotipo de Gigantopithecus blacki.

Gigantopithecus blacki fue nombrado por el antropólogo alemán Ralph von Koenigswald en 1935 con base en 2 terceros molares inferiores. Él señaló que eran "der enorme Grösse besitzt" ("de enorme tamaño"), ya que medían 20x22 milímetros. El nombre de la especie, blacki es en honor del paleoantropólogo canadiense Davidson Black, quien había estudiado la evolución humana en China y había muerto el año anterior. Von Koenigswald había encontrado los dientes en una farmacia en Hong Kong en donde eran vendidos como "huesos de dragón" para ser usados en la medicina tradicional china. Ya en 1939, tras haber adquirido más dientes, determinó que estos procedían de alguna zona en Cantón o Guangxi. Él no pudo describir formalmente al espécimen tipo hasta 1952 debido a que fue capturado por las fuerzas japonesas durante la Segunda Guerra Mundial. Los dientes descubiertos originalmente son parte de las colecciones de la Universidad de Utrecht.
En 1955, un equipo de investigación liderado por el paleontólogo chino Pei Wenzhong fue asignado por el Instituto de Paleontología de Vertebrados y Paleoantropología chino (IVPP) para hallar al yacimiento original de Gigantopithecus. Se recolectó así 47 dientes entre los cargamentos de "huesos de dragón" en Guangdong y Guangxi. En 1956, el equipo descubrió los primeros restos in situ, y el tercer molar y premolar, en una cueva en la montaña Niusui en Guangxi (posteriormente llamada "cueva de Gigantopithecus"). También en 1956, el granjero de Liucheng Xiuhuai Qin descubrió más dientes y la primera mandíbula en sus terrenos. Entre 1957 a 1963, la expedición del equipo del IVPP llevó a cabo excavaciones en esta área y recuperó 2 mandíbulas adicionales y más de 1000 dientes.
Restos confirmados de Gigantopithecus se han encontrado desde entonces en 16 localidades diferentes a lo largo del sur de China. Los sitios situados más al norte son Longgupo y Longgudong, justo al sur del río Yangtze, y la más al sur es la isla Hainan en el mar de la China Meridional. Un canino aislado de la cueva Thẩm Khuyên, Vietnam, y un cuarto premolar de Pha Bong en Tailandia, posiblemente podrían ser asignados a Gigantopithecus, aunque también podrían representar restos del extinto orangután Pongo weidenreichi. Dos mandíbulas de Semono en el centro de Java, Indonesia, descritas en 2016 también podrían ser fósiles de Gigantopithecus. Los restos más antiguos datan de hace 2 millones de años de la caverna Baikong, y los más recientes de hace 380 000–310 000 años de la caverna Hei. En 2014, una cuarta mandíbula confirmada fue descubierta en Yanliang, en el centro de China. Tal y como indican las frecuentes marcas de mordidas de roedores, los dientes quedaron acumulados principalmente en cuevas probablemente debido a las actividades de puercoespines. Los puercoespines roen los huesos para obtener nutrientes necesarios para el crecimiento de sus púas, y pueden arrastrar grandes huesos hasta sus guaridas subterráneas y consumirlos completamente, excepto por las duras coronas cubiertas de esmalte de los dientes. Esto puede explicar por qué los dientes son hallados típicamente en grandes cantidades, mientras que otros restos no dentales son muy raros.

### Clasificación
En 1935, von Koenigswald consideró que Gigantopithecus estaba cercanamente relacionado con Sivapithecus del Mioceno de la India. En 1939, el paleontólogo sudafricano Robert Broom hizo la hipótesis de que estaba emparentado de cerca con Australopithecus y el último ancestro común de los humanos y otros simios. En 1946, el antropólogo judío alemán Franz Weidenreich describió a Gigantopithecus como un ancestro humano como lo era "Gigantanthropus", creyendo que el linaje humano pasó por una fase de gigantismo. Él estableció que los dientes se parecían más a los de los humanos modernos y a Homo erectus (por entonces considerado como uno de los más antiguos miembros del linaje humano, "Pithecanthropus" correspondiente a los especímenes de Java), e imaginó el linaje que conducía de Gigantopithecus, al primate de Java Meganthropus (considerado como un ancestro de los humanos), a "Pithecanthropus", luego a "Javanthropus", y finalmente a los aborígenes australianos. Esto era parte de la hipótesis multirregional, en la que todas las poblaciones humanas actuales evolucionaron independientemente a partir de una especie humana arcaica local, más que compartir un solo ancestro más reciente y de anatomía completamente moderna. En 1952, von Koenigswald estuvo de acuerdo en que Gigantopithecus era un hominino, pero creía que era una rama lateral, y no un ancestro directo de los humanos. El considerable debate de si Gigantopithecus era o no un hominino continuó en las 3 décadas siguientes hasta que se hallaron varios homininos primitivos africanos, situando así los orígenes de la humanidad en África, en lugar de Asia. En 1969, se clasificó a una mandíbula de 8.6 millones de años de las colinas Siwalik en el norte de la India como G. bilaspurensis porque en ese tiempo se creía que era un ancestro de Gigantopithecus. Ésta tenía similitud con un molar descubierto en 1915 en la meseta Pothohar en Pakistán que fue entonces clasificado como Dryopithecus giganteus. Von Koenigswald reclasificó a D. giganteus en 1950 en su propio género, Indopithecus, pero el nombre fue cambiado de nuevo en 1979 a G. giganteus por los antropólogos estadounidenses Frederick Szalay y Eric Delson hasta que Indopithecus volvió a ser usado en 2003 por el antropólogo australiano David W. Cameron. Gigantopithecus bilaspurensis es ahora considerado como un sinónimo de Indopithecus giganteus.

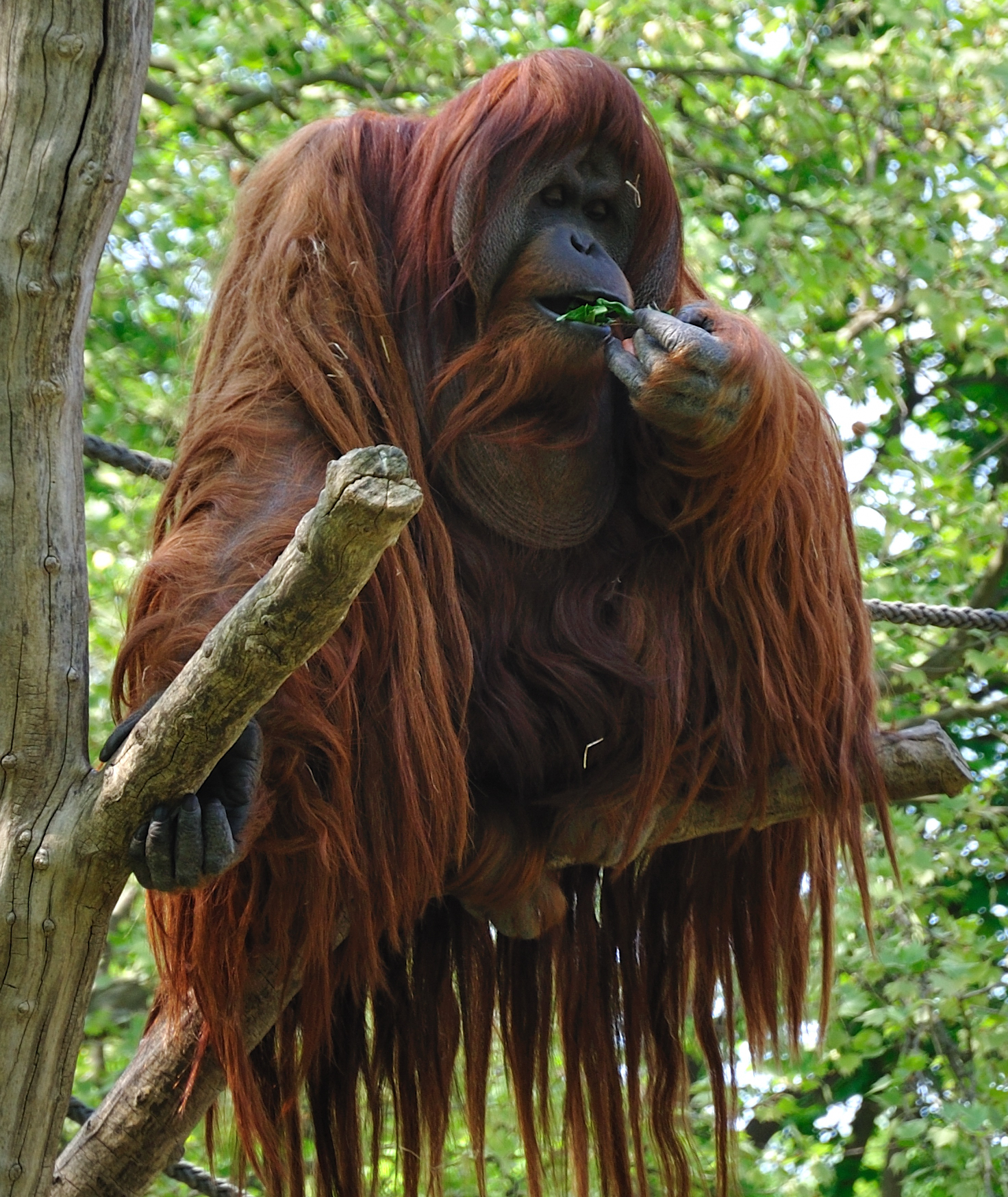
Un orangután de Borneo macho.

Gigantopithecus se clasifica en la subfamilia Ponginae, emparentada de cerca con Sivapithecus e Indopithecus. Esto convierte a los orangutanes en sus parientes vivos más cercanos. Sin embargo, hay pocos rasgos similares (sinapomorfias) que vinculen a Gigantopithecus con los orangutanes debido a los restos escasos, siendo el principal argumento morfológico sus cercanas afinidades con Sivapithecus, el cual es considerado 
a su vez como un pongino basándose en sus rasgos craneales. En 2017, el paleoantropólogo chino Yingqi Zhang y el antropólogo estadounidense Terry Harrison sugirieron que Gigantopithecus está más relacionado con el género chino Lufengpithecus, el cual se extinguió cerca de 4 millones de años antes de Gigantopithecus.
En 2019, se publicó un estudio de secuenciación de péptidos de las proteínas de la dentina y el esmalte de un molar de Gigantopithecus de la caverna Chuifeng que indica que este animal estaba de hecho emparentado de cerca con los orangutanes, y que, asumiendo que la tasa de mutación actual de los orangutanes ha permanecido constante, habrían compartido un ancestro común hace unos 12–10 millones de años, entre mediados a finales del Mioceno. Su último ancestro común debió haber sido parte de una radiación evolutiva de simios en el Mioceno. En este mismo estudio se calculó el tiempo de divergencia entre los Ponginae y los grandes simios africanos entre hace unos 26–17.7 millones de años.
Cladograma de acuerdo con Zhang y Harrison, 2017:

|  | Ouranopithecus † |
|  |                  |
|  | Dryopithecus †   |
|  |                  |

|  | Gorilla                                                                        |
|  |                                                                                |
|  | \| \| Pan (chimpancés) \| \| \| \| \| \| Australopithecus † y Homo \| \| \| \| |
|  |                                                                                |
|  | Pan (chimpancés)                                                               |
|  |                                                                                |
|  | Australopithecus † y Homo                                                      |
|  |                                                                                |

|  | Pan (chimpancés)          |
|  |                           |
|  | Australopithecus † y Homo |
|  |                           |

|  | Ouranopithecus † |
|  |                  |
|  | Dryopithecus †   |
|  |                  |

|  | Gorilla                                                                        |
|  |                                                                                |
|  | \| \| Pan (chimpancés) \| \| \| \| \| \| Australopithecus † y Homo \| \| \| \| |
|  |                                                                                |
|  | Pan (chimpancés)                                                               |
|  |                                                                                |
|  | Australopithecus † y Homo                                                      |
|  |                                                                                |

|  | Pan (chimpancés)          |
|  |                           |
|  | Australopithecus † y Homo |
|  |                           |

|  | Ankarapithecus †                                                       |
|  |                                                                        |
|  | \| \| Sivapithecus † \| \| \| \| \| \| Pongo (orangutanes) \| \| \| \| |
|  |                                                                        |
|  | Sivapithecus †                                                         |
|  |                                                                        |
|  | Pongo (orangutanes)                                                    |
|  |                                                                        |

|  | Sivapithecus †      |
|  |                     |
|  | Pongo (orangutanes) |
|  |                     |

|  | Ankarapithecus †                                                       |
|  |                                                                        |
|  | \| \| Sivapithecus † \| \| \| \| \| \| Pongo (orangutanes) \| \| \| \| |
|  |                                                                        |
|  | Sivapithecus †                                                         |
|  |                                                                        |
|  | Pongo (orangutanes)                                                    |
|  |                                                                        |

|  | Sivapithecus †      |
|  |                     |
|  | Pongo (orangutanes) |
|  |                     |

|  | Ankarapithecus †                                                       |
|  |                                                                        |
|  | \| \| Sivapithecus † \| \| \| \| \| \| Pongo (orangutanes) \| \| \| \| |
|  |                                                                        |
|  | Sivapithecus †                                                         |
|  |                                                                        |
|  | Pongo (orangutanes)                                                    |
|  |                                                                        |

|  | Sivapithecus †      |
|  |                     |
|  | Pongo (orangutanes) |
|  |                     |

|  | Ankarapithecus †                                                       |
|  |                                                                        |
|  | \| \| Sivapithecus † \| \| \| \| \| \| Pongo (orangutanes) \| \| \| \| |
|  |                                                                        |
|  | Sivapithecus †                                                         |
|  |                                                                        |
|  | Pongo (orangutanes)                                                    |
|  |                                                                        |

|  | Sivapithecus †      |
|  |                     |
|  | Pongo (orangutanes) |
|  |                     |

|  | Ouranopithecus † |
|  |                  |
|  | Dryopithecus †   |
|  |                  |

|  | Gorilla                                                                        |
|  |                                                                                |
|  | \| \| Pan (chimpancés) \| \| \| \| \| \| Australopithecus † y Homo \| \| \| \| |
|  |                                                                                |
|  | Pan (chimpancés)                                                               |
|  |                                                                                |
|  | Australopithecus † y Homo                                                      |
|  |                                                                                |

|  | Pan (chimpancés)          |
|  |                           |
|  | Australopithecus † y Homo |
|  |                           |

|  | Ouranopithecus † |
|  |                  |
|  | Dryopithecus †   |
|  |                  |

|  | Gorilla                                                                        |
|  |                                                                                |
|  | \| \| Pan (chimpancés) \| \| \| \| \| \| Australopithecus † y Homo \| \| \| \| |
|  |                                                                                |
|  | Pan (chimpancés)                                                               |
|  |                                                                                |
|  | Australopithecus † y Homo                                                      |
|  |                                                                                |

|  | Pan (chimpancés)          |
|  |                           |
|  | Australopithecus † y Homo |
|  |                           |

|  | Ankarapithecus †                                                       |
|  |                                                                        |
|  | \| \| Sivapithecus † \| \| \| \| \| \| Pongo (orangutanes) \| \| \| \| |
|  |                                                                        |
|  | Sivapithecus †                                                         |
|  |                                                                        |
|  | Pongo (orangutanes)                                                    |
|  |                                                                        |

|  | Sivapithecus †      |
|  |                     |
|  | Pongo (orangutanes) |
|  |                     |

|  | Ankarapithecus †                                                       |
|  |                                                                        |
|  | \| \| Sivapithecus † \| \| \| \| \| \| Pongo (orangutanes) \| \| \| \| |
|  |                                                                        |
|  | Sivapithecus †                                                         |
|  |                                                                        |
|  | Pongo (orangutanes)                                                    |
|  |                                                                        |

|  | Sivapithecus †      |
|  |                     |
|  | Pongo (orangutanes) |
|  |                     |

|  | Ankarapithecus †                                                       |
|  |                                                                        |
|  | \| \| Sivapithecus † \| \| \| \| \| \| Pongo (orangutanes) \| \| \| \| |
|  |                                                                        |
|  | Sivapithecus †                                                         |
|  |                                                                        |
|  | Pongo (orangutanes)                                                    |
|  |                                                                        |

|  | Sivapithecus †      |
|  |                     |
|  | Pongo (orangutanes) |
|  |                     |

|  | Ankarapithecus †                                                       |
|  |                                                                        |
|  | \| \| Sivapithecus † \| \| \| \| \| \| Pongo (orangutanes) \| \| \| \| |
|  |                                                                        |
|  | Sivapithecus †                                                         |
|  |                                                                        |
|  | Pongo (orangutanes)                                                    |
|  |                                                                        |

|  | Sivapithecus †      |
|  |                     |
|  | Pongo (orangutanes) |
|  |                     |

|  | Ouranopithecus † |
|  |                  |
|  | Dryopithecus †   |
|  |                  |

|  | Gorilla                                                                        |
|  |                                                                                |
|  | \| \| Pan (chimpancés) \| \| \| \| \| \| Australopithecus † y Homo \| \| \| \| |
|  |                                                                                |
|  | Pan (chimpancés)                                                               |
|  |                                                                                |
|  | Australopithecus † y Homo                                                      |
|  |                                                                                |

|  | Pan (chimpancés)          |
|  |                           |
|  | Australopithecus † y Homo |
|  |                           |

|  | Ouranopithecus † |
|  |                  |
|  | Dryopithecus †   |
|  |                  |

|  | Gorilla                                                                        |
|  |                                                                                |
|  | \| \| Pan (chimpancés) \| \| \| \| \| \| Australopithecus † y Homo \| \| \| \| |
|  |                                                                                |
|  | Pan (chimpancés)                                                               |
|  |                                                                                |
|  | Australopithecus † y Homo                                                      |
|  |                                                                                |

|  | Pan (chimpancés)          |
|  |                           |
|  | Australopithecus † y Homo |
|  |                           |

|  | Ankarapithecus †                                                       |
|  |                                                                        |
|  | \| \| Sivapithecus † \| \| \| \| \| \| Pongo (orangutanes) \| \| \| \| |
|  |                                                                        |
|  | Sivapithecus †                                                         |
|  |                                                                        |
|  | Pongo (orangutanes)                                                    |
|  |                                                                        |

|  | Sivapithecus †      |
|  |                     |
|  | Pongo (orangutanes) |
|  |                     |

|  | Ankarapithecus †                                                       |
|  |                                                                        |
|  | \| \| Sivapithecus † \| \| \| \| \| \| Pongo (orangutanes) \| \| \| \| |
|  |                                                                        |
|  | Sivapithecus †                                                         |
|  |                                                                        |
|  | Pongo (orangutanes)                                                    |
|  |                                                                        |

|  | Sivapithecus †      |
|  |                     |
|  | Pongo (orangutanes) |
|  |                     |

|  | Ankarapithecus †                                                       |
|  |                                                                        |
|  | \| \| Sivapithecus † \| \| \| \| \| \| Pongo (orangutanes) \| \| \| \| |
|  |                                                                        |
|  | Sivapithecus †                                                         |
|  |                                                                        |
|  | Pongo (orangutanes)                                                    |
|  |                                                                        |

|  | Sivapithecus †      |
|  |                     |
|  | Pongo (orangutanes) |
|  |                     |

|  | Ankarapithecus †                                                       |
|  |                                                                        |
|  | \| \| Sivapithecus † \| \| \| \| \| \| Pongo (orangutanes) \| \| \| \| |
|  |                                                                        |
|  | Sivapithecus †                                                         |
|  |                                                                        |
|  | Pongo (orangutanes)                                                    |
|  |                                                                        |

|  | Sivapithecus †      |
|  |                     |
|  | Pongo (orangutanes) |
|  |                     |

|  | Ouranopithecus † |
|  |                  |
|  | Dryopithecus †   |
|  |                  |

|  | Gorilla                                                                        |
|  |                                                                                |
|  | \| \| Pan (chimpancés) \| \| \| \| \| \| Australopithecus † y Homo \| \| \| \| |
|  |                                                                                |
|  | Pan (chimpancés)                                                               |
|  |                                                                                |
|  | Australopithecus † y Homo                                                      |
|  |                                                                                |

|  | Pan (chimpancés)          |
|  |                           |
|  | Australopithecus † y Homo |
|  |                           |

|  | Ouranopithecus † |
|  |                  |
|  | Dryopithecus †   |
|  |                  |

|  | Gorilla                                                                        |
|  |                                                                                |
|  | \| \| Pan (chimpancés) \| \| \| \| \| \| Australopithecus † y Homo \| \| \| \| |
|  |                                                                                |
|  | Pan (chimpancés)                                                               |
|  |                                                                                |
|  | Australopithecus † y Homo                                                      |
|  |                                                                                |

|  | Pan (chimpancés)          |
|  |                           |
|  | Australopithecus † y Homo |
|  |                           |

|  | Ankarapithecus †                                                       |
|  |                                                                        |
|  | \| \| Sivapithecus † \| \| \| \| \| \| Pongo (orangutanes) \| \| \| \| |
|  |                                                                        |
|  | Sivapithecus †                                                         |
|  |                                                                        |
|  | Pongo (orangutanes)                                                    |
|  |                                                                        |

|  | Sivapithecus †      |
|  |                     |
|  | Pongo (orangutanes) |
|  |                     |

|  | Ankarapithecus †                                                       |
|  |                                                                        |
|  | \| \| Sivapithecus † \| \| \| \| \| \| Pongo (orangutanes) \| \| \| \| |
|  |                                                                        |
|  | Sivapithecus †                                                         |
|  |                                                                        |
|  | Pongo (orangutanes)                                                    |
|  |                                                                        |

|  | Sivapithecus †      |
|  |                     |
|  | Pongo (orangutanes) |
|  |                     |

|  | Ankarapithecus †                                                       |
|  |                                                                        |
|  | \| \| Sivapithecus † \| \| \| \| \| \| Pongo (orangutanes) \| \| \| \| |
|  |                                                                        |
|  | Sivapithecus †                                                         |
|  |                                                                        |
|  | Pongo (orangutanes)                                                    |
|  |                                                                        |

|  | Sivapithecus †      |
|  |                     |
|  | Pongo (orangutanes) |
|  |                     |

|  | Ankarapithecus †                                                       |
|  |                                                                        |
|  | \| \| Sivapithecus † \| \| \| \| \| \| Pongo (orangutanes) \| \| \| \| |
|  |                                                                        |
|  | Sivapithecus †                                                         |
|  |                                                                        |
|  | Pongo (orangutanes)                                                    |
|  |                                                                        |

|  | Sivapithecus †      |
|  |                     |
|  | Pongo (orangutanes) |
|  |                     |

|  | Ouranopithecus † |
|  |                  |
|  | Dryopithecus †   |
|  |                  |

|  | Gorilla                                                                        |
|  |                                                                                |
|  | \| \| Pan (chimpancés) \| \| \| \| \| \| Australopithecus † y Homo \| \| \| \| |
|  |                                                                                |
|  | Pan (chimpancés)                                                               |
|  |                                                                                |
|  | Australopithecus † y Homo                                                      |
|  |                                                                                |

|  | Pan (chimpancés)          |
|  |                           |
|  | Australopithecus † y Homo |
|  |                           |

|  | Ouranopithecus † |
|  |                  |
|  | Dryopithecus †   |
|  |                  |

|  | Gorilla                                                                        |
|  |                                                                                |
|  | \| \| Pan (chimpancés) \| \| \| \| \| \| Australopithecus † y Homo \| \| \| \| |
|  |                                                                                |
|  | Pan (chimpancés)                                                               |
|  |                                                                                |
|  | Australopithecus † y Homo                                                      |
|  |                                                                                |

|  | Pan (chimpancés)          |
|  |                           |
|  | Australopithecus † y Homo |
|  |                           |

|  | Ankarapithecus †                                                       |
|  |                                                                        |
|  | \| \| Sivapithecus † \| \| \| \| \| \| Pongo (orangutanes) \| \| \| \| |
|  |                                                                        |
|  | Sivapithecus †                                                         |
|  |                                                                        |
|  | Pongo (orangutanes)                                                    |
|  |                                                                        |

|  | Sivapithecus †      |
|  |                     |
|  | Pongo (orangutanes) |
|  |                     |

|  | Ankarapithecus †                                                       |
|  |                                                                        |
|  | \| \| Sivapithecus † \| \| \| \| \| \| Pongo (orangutanes) \| \| \| \| |
|  |                                                                        |
|  | Sivapithecus †                                                         |
|  |                                                                        |
|  | Pongo (orangutanes)                                                    |
|  |                                                                        |

|  | Sivapithecus †      |
|  |                     |
|  | Pongo (orangutanes) |
|  |                     |

|  | Ankarapithecus †                                                       |
|  |                                                                        |
|  | \| \| Sivapithecus † \| \| \| \| \| \| Pongo (orangutanes) \| \| \| \| |
|  |                                                                        |
|  | Sivapithecus †                                                         |
|  |                                                                        |
|  | Pongo (orangutanes)                                                    |
|  |                                                                        |

|  | Sivapithecus †      |
|  |                     |
|  | Pongo (orangutanes) |
|  |                     |

|  | Ankarapithecus †                                                       |
|  |                                                                        |
|  | \| \| Sivapithecus † \| \| \| \| \| \| Pongo (orangutanes) \| \| \| \| |
|  |                                                                        |
|  | Sivapithecus †                                                         |
|  |                                                                        |
|  | Pongo (orangutanes)                                                    |
|  |                                                                        |

|  | Sivapithecus †      |
|  |                     |
|  | Pongo (orangutanes) |
|  |                     |

|  | Ouranopithecus † |
|  |                  |
|  | Dryopithecus †   |
|  |                  |

|  | Gorilla                                                                        |
|  |                                                                                |
|  | \| \| Pan (chimpancés) \| \| \| \| \| \| Australopithecus † y Homo \| \| \| \| |
|  |                                                                                |
|  | Pan (chimpancés)                                                               |
|  |                                                                                |
|  | Australopithecus † y Homo                                                      |
|  |                                                                                |

|  | Pan (chimpancés)          |
|  |                           |
|  | Australopithecus † y Homo |
|  |                           |

|  | Ouranopithecus † |
|  |                  |
|  | Dryopithecus †   |
|  |                  |

|  | Gorilla                                                                        |
|  |                                                                                |
|  | \| \| Pan (chimpancés) \| \| \| \| \| \| Australopithecus † y Homo \| \| \| \| |
|  |                                                                                |
|  | Pan (chimpancés)                                                               |
|  |                                                                                |
|  | Australopithecus † y Homo                                                      |
|  |                                                                                |

|  | Pan (chimpancés)          |
|  |                           |
|  | Australopithecus † y Homo |
|  |                           |

|  | Ankarapithecus †                                                       |
|  |                                                                        |
|  | \| \| Sivapithecus † \| \| \| \| \| \| Pongo (orangutanes) \| \| \| \| |
|  |                                                                        |
|  | Sivapithecus †                                                         |
|  |                                                                        |
|  | Pongo (orangutanes)                                                    |
|  |                                                                        |

|  | Sivapithecus †      |
|  |                     |
|  | Pongo (orangutanes) |
|  |                     |

|  | Ankarapithecus †                                                       |
|  |                                                                        |
|  | \| \| Sivapithecus † \| \| \| \| \| \| Pongo (orangutanes) \| \| \| \| |
|  |                                                                        |
|  | Sivapithecus †                                                         |
|  |                                                                        |
|  | Pongo (orangutanes)                                                    |
|  |                                                                        |

|  | Sivapithecus †      |
|  |                     |
|  | Pongo (orangutanes) |
|  |                     |

|  | Ankarapithecus †                                                       |
|  |                                                                        |
|  | \| \| Sivapithecus † \| \| \| \| \| \| Pongo (orangutanes) \| \| \| \| |
|  |                                                                        |
|  | Sivapithecus †                                                         |
|  |                                                                        |
|  | Pongo (orangutanes)                                                    |
|  |                                                                        |

|  | Sivapithecus †      |
|  |                     |
|  | Pongo (orangutanes) |
|  |                     |

|  | Ankarapithecus †                                                       |
|  |                                                                        |
|  | \| \| Sivapithecus † \| \| \| \| \| \| Pongo (orangutanes) \| \| \| \| |
|  |                                                                        |
|  | Sivapithecus †                                                         |
|  |                                                                        |
|  | Pongo (orangutanes)                                                    |
|  |                                                                        |

|  | Sivapithecus †      |
|  |                     |
|  | Pongo (orangutanes) |
|  |                     |

|  | Ouranopithecus † |
|  |                  |
|  | Dryopithecus †   |
|  |                  |

|  | Gorilla                                                                        |
|  |                                                                                |
|  | \| \| Pan (chimpancés) \| \| \| \| \| \| Australopithecus † y Homo \| \| \| \| |
|  |                                                                                |
|  | Pan (chimpancés)                                                               |
|  |                                                                                |
|  | Australopithecus † y Homo                                                      |
|  |                                                                                |

|  | Pan (chimpancés)          |
|  |                           |
|  | Australopithecus † y Homo |
|  |                           |

|  | Ouranopithecus † |
|  |                  |
|  | Dryopithecus †   |
|  |                  |

|  | Gorilla                                                                        |
|  |                                                                                |
|  | \| \| Pan (chimpancés) \| \| \| \| \| \| Australopithecus † y Homo \| \| \| \| |
|  |                                                                                |
|  | Pan (chimpancés)                                                               |
|  |                                                                                |
|  | Australopithecus † y Homo                                                      |
|  |                                                                                |

|  | Pan (chimpancés)          |
|  |                           |
|  | Australopithecus † y Homo |
|  |                           |

|  | Ankarapithecus †                                                       |
|  |                                                                        |
|  | \| \| Sivapithecus † \| \| \| \| \| \| Pongo (orangutanes) \| \| \| \| |
|  |                                                                        |
|  | Sivapithecus †                                                         |
|  |                                                                        |
|  | Pongo (orangutanes)                                                    |
|  |                                                                        |

|  | Sivapithecus †      |
|  |                     |
|  | Pongo (orangutanes) |
|  |                     |

|  | Ankarapithecus †                                                       |
|  |                                                                        |
|  | \| \| Sivapithecus † \| \| \| \| \| \| Pongo (orangutanes) \| \| \| \| |
|  |                                                                        |
|  | Sivapithecus †                                                         |
|  |                                                                        |
|  | Pongo (orangutanes)                                                    |
|  |                                                                        |

|  | Sivapithecus †      |
|  |                     |
|  | Pongo (orangutanes) |
|  |                     |

|  | Ankarapithecus †                                                       |
|  |                                                                        |
|  | \| \| Sivapithecus † \| \| \| \| \| \| Pongo (orangutanes) \| \| \| \| |
|  |                                                                        |
|  | Sivapithecus †                                                         |
|  |                                                                        |
|  | Pongo (orangutanes)                                                    |
|  |                                                                        |

|  | Sivapithecus †      |
|  |                     |
|  | Pongo (orangutanes) |
|  |                     |

|  | Ankarapithecus †                                                       |
|  |                                                                        |
|  | \| \| Sivapithecus † \| \| \| \| \| \| Pongo (orangutanes) \| \| \| \| |
|  |                                                                        |
|  | Sivapithecus †                                                         |
|  |                                                                        |
|  | Pongo (orangutanes)                                                    |
|  |                                                                        |

|  | Sivapithecus †      |
|  |                     |
|  | Pongo (orangutanes) |
|  |                     |

|  | Ouranopithecus † |
|  |                  |
|  | Dryopithecus †   |
|  |                  |

|  | Gorilla                                                                        |
|  |                                                                                |
|  | \| \| Pan (chimpancés) \| \| \| \| \| \| Australopithecus † y Homo \| \| \| \| |
|  |                                                                                |
|  | Pan (chimpancés)                                                               |
|  |                                                                                |
|  | Australopithecus † y Homo                                                      |
|  |                                                                                |

|  | Pan (chimpancés)          |
|  |                           |
|  | Australopithecus † y Homo |
|  |                           |

|  | Ouranopithecus † |
|  |                  |
|  | Dryopithecus †   |
|  |                  |

|  | Gorilla                                                                        |
|  |                                                                                |
|  | \| \| Pan (chimpancés) \| \| \| \| \| \| Australopithecus † y Homo \| \| \| \| |
|  |                                                                                |
|  | Pan (chimpancés)                                                               |
|  |                                                                                |
|  | Australopithecus † y Homo                                                      |
|  |                                                                                |

|  | Pan (chimpancés)          |
|  |                           |
|  | Australopithecus † y Homo |
|  |                           |

|  | Ankarapithecus †                                                       |
|  |                                                                        |
|  | \| \| Sivapithecus † \| \| \| \| \| \| Pongo (orangutanes) \| \| \| \| |
|  |                                                                        |
|  | Sivapithecus †                                                         |
|  |                                                                        |
|  | Pongo (orangutanes)                                                    |
|  |                                                                        |

|  | Sivapithecus †      |
|  |                     |
|  | Pongo (orangutanes) |
|  |                     |

|  | Ankarapithecus †                                                       |
|  |                                                                        |
|  | \| \| Sivapithecus † \| \| \| \| \| \| Pongo (orangutanes) \| \| \| \| |
|  |                                                                        |
|  | Sivapithecus †                                                         |
|  |                                                                        |
|  | Pongo (orangutanes)                                                    |
|  |                                                                        |

|  | Sivapithecus †      |
|  |                     |
|  | Pongo (orangutanes) |
|  |                     |

|  | Ankarapithecus †                                                       |
|  |                                                                        |
|  | \| \| Sivapithecus † \| \| \| \| \| \| Pongo (orangutanes) \| \| \| \| |
|  |                                                                        |
|  | Sivapithecus †                                                         |
|  |                                                                        |
|  | Pongo (orangutanes)                                                    |
|  |                                                                        |

|  | Sivapithecus †      |
|  |                     |
|  | Pongo (orangutanes) |
|  |                     |

|  | Ankarapithecus †                                                       |
|  |                                                                        |
|  | \| \| Sivapithecus † \| \| \| \| \| \| Pongo (orangutanes) \| \| \| \| |
|  |                                                                        |
|  | Sivapithecus †                                                         |
|  |                                                                        |
|  | Pongo (orangutanes)                                                    |
|  |                                                                        |

|  | Sivapithecus †      |
|  |                     |
|  | Pongo (orangutanes) |
|  |                     |

## Descripción

### Tamaño

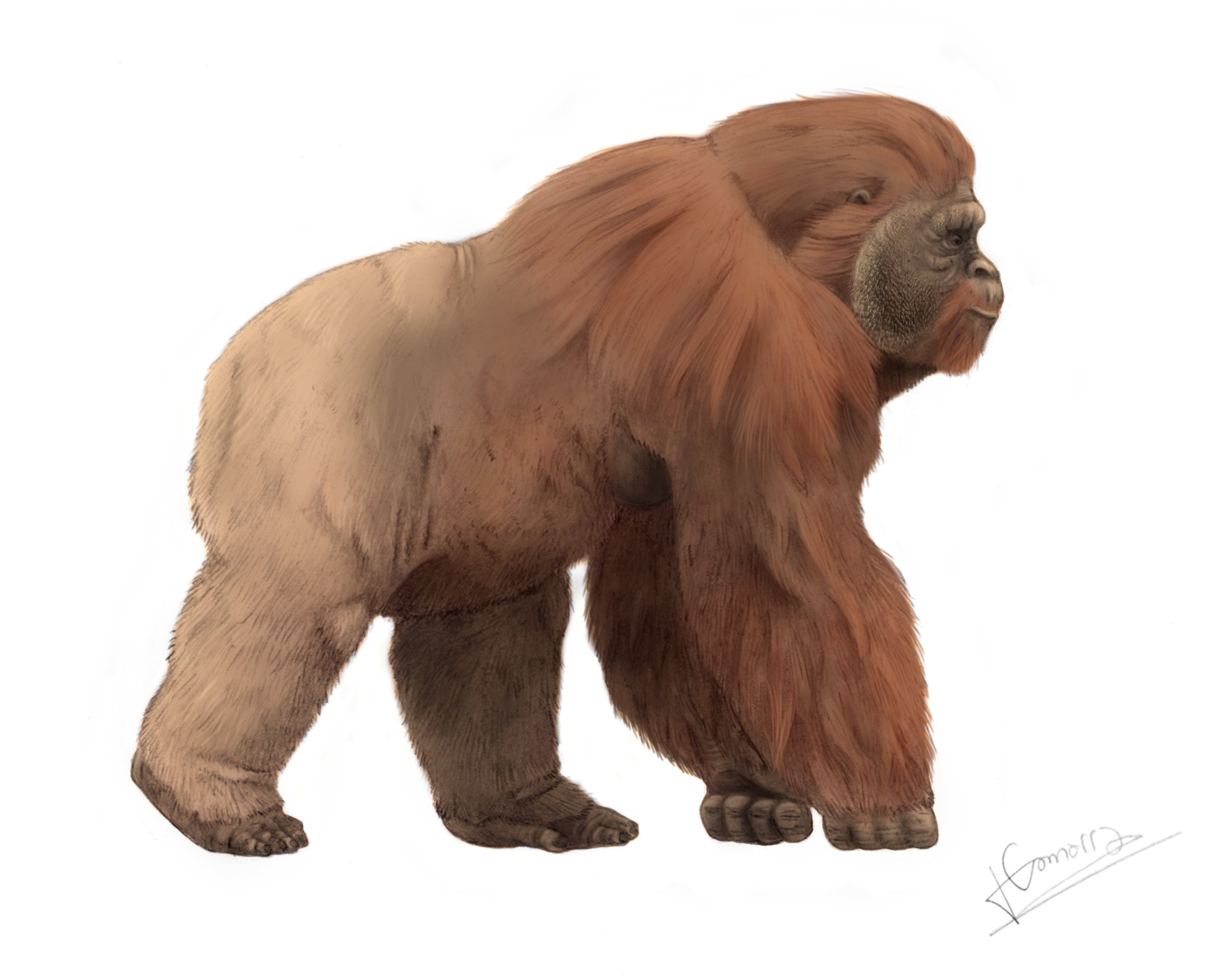
Reconstrucción especulativa de Gigantopithecus con morfología robusta y postura similar a la de un gorila.

Las estimaciones de tamaño totales son sumamente especulativas ya que solo se conocen dientes y elementos de la mandíbula, y el tamaño de los molares y el peso total corporal no siempre se correlacionan, como ocurre con los homininos con megadoncia postcanina como Paranthropus los cuales son primates de cuerpos relativamente pequeños con molares comparativamente enormes con un esmalte dental muy grueso. En 1946, Weidenreich sugirió que Gigantopithecus era el doble de grande que los gorilas machos. En 1957, Pei Wenzhong estimó una altura total de unos 3 metros. En 1970, los paleontólogos estadounidenses Elwyn Simons y Peter Ettel aproximaron una altura de casi 2.7 metros y un peso de más de 270 kilogramos, lo cual es cerca de 42 % más pesado que un gorila macho. En 1979, el antropólogo estadounidense A. E. Johnson Jr. usó las dimensiones de los gorilas para estimar una longitud del fémur en 54.4 centímetros y una longitud del húmero de 62.7 cm. para Gigantopithecus, cerca de 20–25 % más largos que los de los gorilas. En 2017, Zhang y Harrison sugirieron una masa corporal de 200–300 kilogramos, aunque admitieron que es probable que sea una sobreestimación y que es imposible obtener una estimación confiable de la masa corporal sin restos más completos.

### Dentadura
Gigantopithecus tenía una fórmula dental de {\displaystyle {\tfrac {2.1.2.3}{2.1.2.3}}}, con 2 incisivos, 1 canino, 2 premolares y 3 molares a cada lado de la mandíbula. La longitud máxima promediada de los caninos superiores para los presuntos machos y hembras es de 21.1 milímetros y 15.4 milímetros respectivamente, y la Mandíbula III (presunto macho) es 40 % más grande que la Mandíbula I (presunta hembra), lo cual implica un fuerte dimorfismo sexual siendo los machos mayores que las hembras. Tal grado de dimorfismo en el tamaño de los caninos solo es sobrepasado por los gorilas entre los simios actuales, y no tiene parangón en cuanto a la disparidad en el tamaño mandibular. Se ha sugerido que los caninos, debido a la carencia de facetas agudas las cuales los mantienen afilados y por su robustez general, habrían funcionado más bien como premolares y molares. Como en otros simios con molares agrandados, los incisivos de Gigantopithecus eran más bien reducidos. El desgaste en la cara interna de los incisivos (la faceta lingual), la cual se extiende hacia abajo hasta la raíz dental, sugiere una maloclusión. En general la anatomía mandibular y el desgaste dental sugieren un movimiento de lado a lado de la mandíbula mientras se masticaba (oscilación lateral). Los incisivos y caninos tienen raíces extremadamente largas, al menos del doble de la longitud de la corona dental (la parte visible del diente). Estos dientes estaban dispuestos muy juntos entre sí.

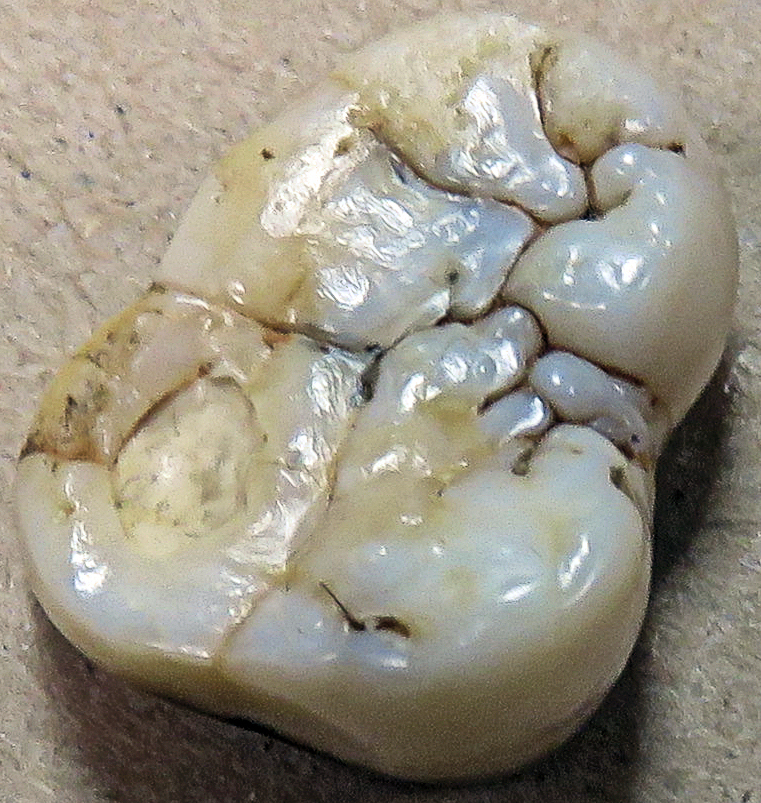
Molar de Gigantopithecus.

El esmalte dental en los molares es por medidas absolutas el más grueso en cualquier simio conocido, promediando 2.5–2.9 milímetros en 3 molares diferentes, y más de 6 milímetros en las cúspides de la cara interna (lingual) de un molar superior. Esto ha llevado a compararlos con los extintos homininos Paranthropus, los cuales tenían molares extremadamente grandes y de esmalte muy grueso para su tamaño. Sin embargo, en relación con el tamaño del diente, el grosor del esmalte de Gigantopithecus se corresponde con el de varios otros simios vivos y extintos. Como los orangutanes y potencialmente todos los ponginos (y a diferencia de los simios africanos) el molar de Gigantopithecus tiene una superficie de masticación grande y aplanada (tabular), con una superficie de esmalte uniforme, cuernos de dentina cortos (las áreas de la capa de dentina que se proyectan hacia arriba en la superficie de la capa superior de esmalte), y una depresión poco profunda. Los molares son los más hipsodontes (es decir, con la mayor altura del esmalte más allá de la encía) de cualquier simio. Se estima que un tercer molar permanente de Gigantopithecus habría tomado el largo plazo de 4 años para terminar de formarse, basándose en los aproximadamente 600–800 días requeridos para que se formara el esmalte en las cúspides, lo cual está dentro del rango de lo que se observa en los humanos y chimpancés (aunque en la parte superior de ese rango). Como en muchos otros primates conocidos por sus fósiles, se estima que la tasa de formación del esmalte cerca de la unión del esmalte y la dentina (dentina es la capa con nervios bajo el esmalte) empezaba en cerca de 4 μm al día; esto solo es observado en los dientes de leche de los simios modernos. El tercer molar es más pequeño que el segundo. La secuenciación de proteínas del esmalte de Gigantopithecus identificó alfa-2-glicoproteína-HS (AHSG), la cual es importante en los simios modernos para la mineralización de los huesos y la dentina. Ya que fue hallada en el esmalte y la dentina, AHSG puede haber sido un componente adicional para facilitar a Gigantopithecus la biomineralización del esmalte durante la prolongada amelogénesis (crecimiento del esmalte).
En el maxilar, el tercer premolar promedia 20.3x15.2 milímetros en área de superficie, el cuarto premolar 15.2–16.4 mm, el primer o segundo molares (los cuales son muy difíciles de distinguir) 19.8x17.5 mm, y el tercer molar 20.3x17.3 mm. En la mandíbula, el tercer premolar promedia 15.1x20.3 mm, el cuarto premolar 13.7x20.3 mm, los molares primero/segundo 18.1x20.8 mm, y el tercer 16.9x19.6 mm. Los molares son los mayores conocidos en cualquier primate. Los dientes demás parecen haber incrementado su tamaño con el paso del tiempo. Los premolares son de corona alta, y los inferiores tenían dos raíces mientras que los superiores tenían 3. Los molares inferiores son de corona baja, largos y angostos, y con una "cintura" en la mitad la cual es más pronunciada en los molares inferiores, con cúspides bulbosas bajas y crestas redondeadas.
Los dientes de 400–320 000 años de antigüedad del Pleistoceno medio hallados en cuevas de Hejiang en el sureste de China muestran algunas diferencias con el material del Pleistoceno temprano de otros sitios, lo cual potencialmente podría indicar que los Gigantopithecus de Hejiang eran una forma especializada que se adaptaba a un entorno cambiante con recursos alimenticios diferentes. Los dientes de Hejiang muestran una superficie exterior de esmalte menor (más crenulados) debido a la presencia de crestas secundarias que surgían de los paraconos y protoconos  en el lado del molar más cercano al eje medio (medialmente), así como crestas mayores más afiladas.

## Paleobiología

#### Dieta

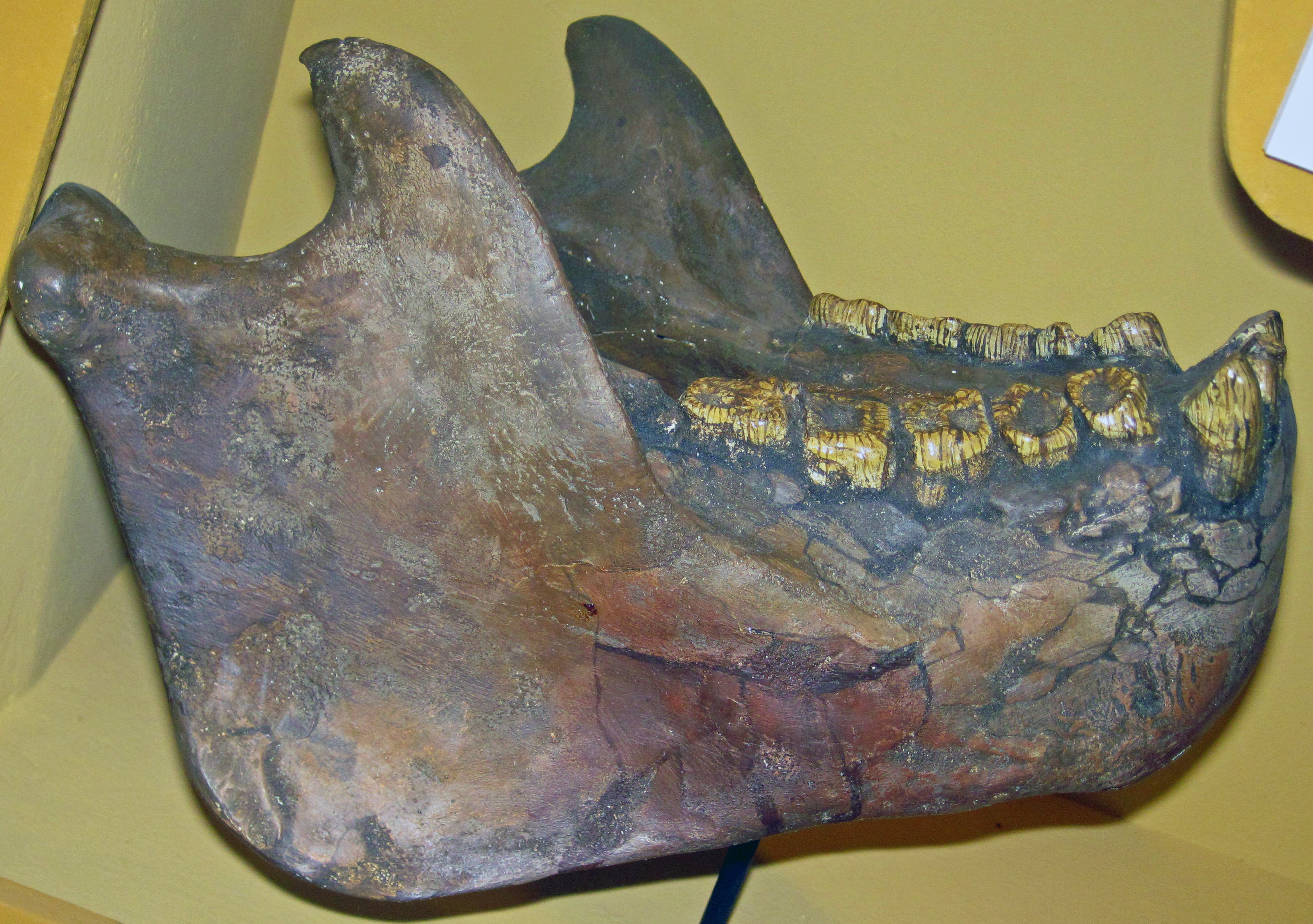
Réplica de una mandíbula de Gigantopithecus en el Museo de Historia Natural de Cleveland, Ohio.

Se considera que Gigantopithecus era un herbívoro. La robusta mandíbula de Gigantopithecus indica que era capaz de resistir grandes tensiones mientras masticaba alimentos muy duros o correosos. Sin embargo, esta misma anatomía mandibular es comúnmente observada en los primates modernos los cuales comen principalmente hojas suaves (folívoros) o semillas (granívoros). Los dientes de Gigantopithecus tiene una tasa de desgaste notablemente más baja (causada al comer objetos duros y pequeños)  que la de los orangutanes, y más parecida a la vista en chimpancés, lo cual podría indicar una dieta generalista similar. El esmalte grueso podría sugerir una dieta de objetos abrasivos, como la comida hallada cerca del suelo (como los brotes de bambú). Los premolares parecidos a molares, los enormes molares y los dientes con raíces muy largas apuntaría a que se masticaba, aplastaba y molía materiales fibrosos y voluminosos.
Análisis de isótopos de carbono 13 sugieren el consumo de plantas C3—como frutas, hojas y plantas de bosques—de modo que Gigantopithecus probablemente era un generalista. No parece que Gigantopithecus haya consumido pastos de sabanas (plantas C4) los cuales eran también comunes en su ambiente. Aun así, se han identificado unos cuantos fitolitos adheridos a sus molares procedentes de pastos, si bien la mayoría de los fitolitos se parecen a las fibras de las frutas de la familia de las moráceas, la cual incluye a los higos, moras, árbol del pan, durián y baniano. El análisis de isótopos de oxígeno sugieren que Gigantopithecus consumía más plantas cerca del suelo tales como tallos, raíces y hierbas que los orangutanes. El cálculo dental indica el consumo de tubérculos. Los dientes de Gigantopithecus de la caverna Hejiang datados de cerca del tiempo de su extinción tienen algunas diferencias anatómicas con los del Pleistoceno temprano, lo cual podría sugerir un cambio en la dieta debido a cambios en el ambiente y los recursos alimenticios.
En 1957 Pei creyó, con base en los restos de animales ungulados en una caverna localizada en una montaña aparentemente inaccesible, que Gigantopithecus era un depredador habitante de las cavernas y arrastraba a estos animales hasta ellas. Esta hipótesis ya no es considerada viable ya que su anatomía dental es consistente con ser herbívoro. En 1975 el paleoantropólogo Tim D. White encontró similitudes entre las mandíbulas y dentadura de Gigantopithecus con los del oso panda, y sugirió que ambos ocupaban el mismo nicho ecológico siendo especialistas en el consumo de bambú. Esta idea ganó apoyo en investigadores posteriores, pero el esmalte más grueso y la hipsodoncia de Gigantopithecus podrían sugerir una funcionalidad distinta para estos dientes.

### Patologías
Los molares de Gigantopithecus tienen una tasa de formación de caries similar a la de los chimpancés del 11%, lo cual podría significar que la fruta estaba comúnmente presente en su dieta. Los molares de la Cueva de Gigantopithecus con frecuencia presentan una hipoplasia del esmalte, en la cual el esmalte dental se forma irregularmente con surcos y perforaciones. Esto puede ser causado por una desnutrición sostenida durante los años de crecimiento, lo cual podría apuntar a que habían periodos de escasez de alimentos, aunque esta condición también puede ser inducida por otros factores. El espécimen PA1601-1 de la cueva Yanliang muestra evidencia de pérdida dental del segundo molar derecho antes de la erupción del tercer molar vecino (el cual creció inclinado), lo cual sugiere que este individuo fue capaz de sobrevivir por un largo tiempo a pesar de sus descompensadas capacidades de masticación.

### Vida social
Los altos niveles de dimorfismo sexual podría indicar una competencia entre machos relativamente intensa, aunque considerando que los caninos superiores solo se proyectaban levemente más que los dientes posteriores, la exhibición de los caninos probablemente no era muy importante en el comportamiento de agresión.

## Paleoecología

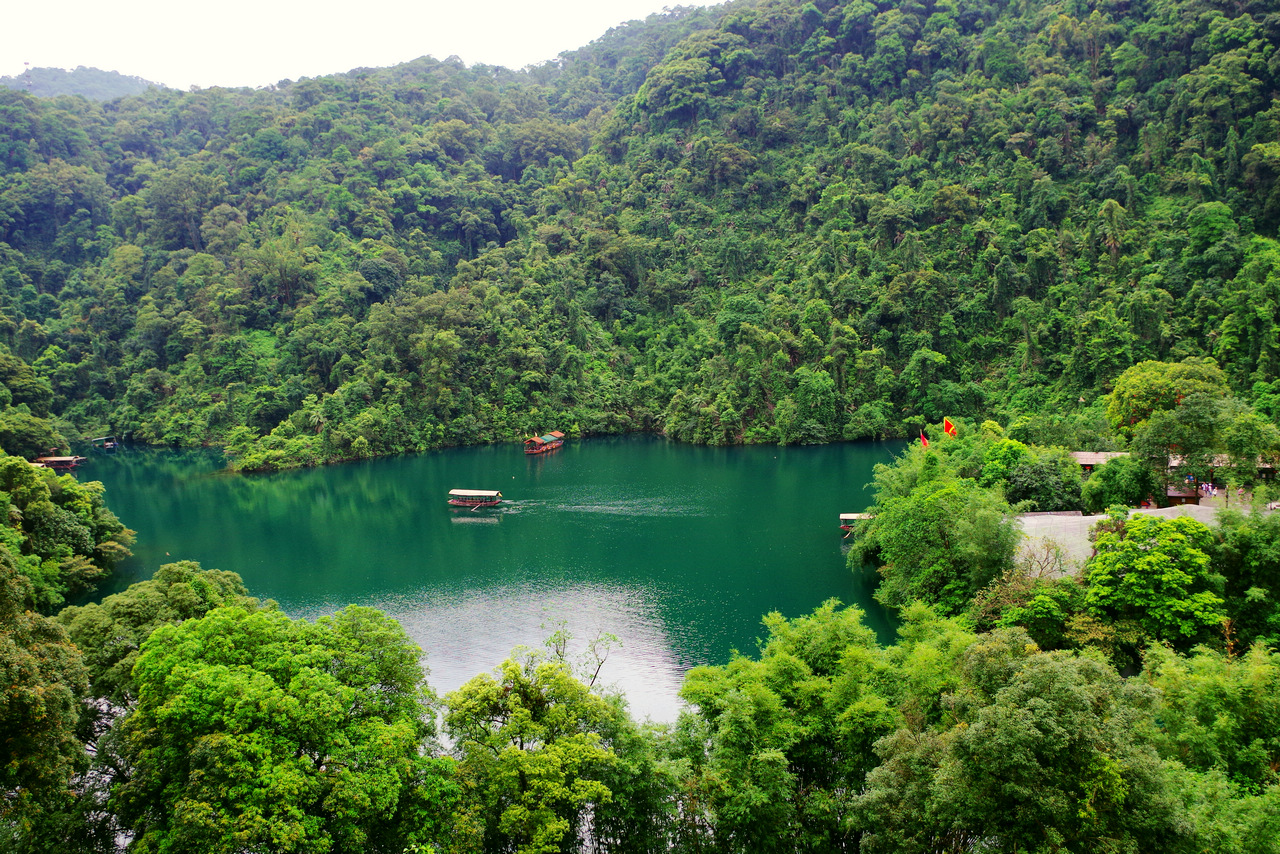
Las Montañas Dinghu podrían ser un análogo moderno de los hábitats de Gigantopithecus en el Pleistoceno temprano.

Los restos de Gigantopithecus son hallados generalmente en bosques de hoja perenne subtropicales en el sur de China, excepto en Hainan el cual es una selva tropical. Los análisis de isótopos de carbono y oxígeno del esmalte del Pleistoceno temprano sugieren que Gigantopithecus habitaba bosques densos, húmedos y de dosel cerrado. La caverna Queque representa un bosque mixto de plantas perennes y caducas dominadas por abedules, robles y chinquapines, así como varias hierbas y helechos a ras del suelo.
La llamada "fauna de Gigantopithecus", uno de los más importantes conjuntos faunísticos de mamíferos del Pleistoceno temprano del sur de China, incluye especies de bosques tropicales o subtropicales. Este conjunto se ha subdivido en tres etapas que abarcan los lapsos de 2.6–1.8 millones de años, 1.8–1.2 millones de años y 1.2–0.8 millones de años. La primera etapa se caracteriza por animales antiguos del Neógeno tales como el gonfotérido Sinomastodon, el calicotérido Hesperotherium, el cerdo Dicoryphochoerus, el tragúlido Dorcabune y el cérvido Cervavitus. La etapa media es indicada por la aparición del oso panda Ailuropoda wulingshanensis, el dole Cuon antiquus y el tapir Tapirus sinensis. La última etapa está representada por animales típicos del Pleistoceno medio como el oso panda Ailuropoda baconi y el elefantoide Stegodon. Otros animales clásicos incluyen orangutanes, macacos, rinocerontes, los extintos jabalíes Sus xiaozhu y S. peii, muntiacos, ciervos del género Cervus, gaures, el caprino Megalovis, y más raramente el gran félido diente de sable Megantereon. La caverna Longgudong puede haber representado una zona de transición entre las regiones paleártica e indomalaya, incluyendo además de la típica fauna de Gigantopithecus, animales como puercoespines, la hiena Pachycrocuta, caballos, el bóvido Leptobos y pikas.
Gigantopithecus parece haberse extinguido hace unos 300 000 años, posiblemente debido a la retirada hacia el sur de los bosques, su hábitat principal a lo largo del Pleistoceno medio causada por el incremento de la estacionalidad y la fuerza de los monzones, y la tendencia al enfriamiento. Se ha especulado que la inmigración de Homo erectus también contribuyó a su extinción. La presencia humana en el sur de China se remonta hasta hace unos 800 000 años, pero el incremento de la actividad humana ocurre hace unos 300 000 años, tras la extinción de Gigantopithecus, por lo que no es claro si la presión de la competencia por los recursos o la caza jugaron un rol en su extinción.

## Extinción
Gigantopithecus blacki ha sido objeto de un estudio centrado en la datación de su extinción, realizada con seis técnicas distintas, que precisaron su extinción entre hace 295 000 y 215 000 años.
Kira Westaway, experta en geocronología de la Universidad Macquarie, destaca la importancia de esta datación para comprender las causas de la extinción de la especie. La historia de G. blacki se presenta como un enigma en la paleontología, ya que su desaparición gradual, causada por cambios ambientales y la incapacidad de adaptarse como especie, contrasta con la supervivencia de otros primates. El estudio revela que, a diferencia de sus parientes más adaptables,  Gigantopithecus no pudo ajustarse a transformaciones medioambientales, llevándolo finalmente a la extinción. 